# Хеннел, Генри
Генри Хеннел (англ. Henry Hennell; около 1797 – 4 июля 1842) — английский химик, один из основателей Лондонского химического общества и член первого избранного совета химического общества. Он был избран сотрудником королевского общества в 1829 году. Работал химиком-оператором в Аптекарском Зале в Лондоне (Apothecaries' Hall, London).
В 1825 году Майкл Фарадей выяснил, что серная кислота способна поглощать большие объемы коксового газа. Он дал полученный раствор Хеннелу, который в 1826 году обнаружил, что он содержит этилсерную кислоту (моноэтил-сульфат). Находка Хеннела была важным прорывом в области синтеза этанола и привела к значительным изменениям в органической химии.
Сэр Гемфри Дэви высказывал самое высокое мнение о нём как о человеке науки, и он с одинаковым уважением относился к Фарадею и профессору Бранде, который был его учеником.
Генри Хеннел погиб при шокирующих обстоятельствах. По срочному заказу Ост-Индской компании он занимался приготовлением гремучей ртути объёмом около шести фунтов для ружейных капсюлей, предназначенных для колониальных завоевателей на Востоке. В процессе произошел мощный взрыв, в результате которого окрестности были разрушены, стёкла соседних зданий побиты, а самого ученого разорвало на куски. Часть его останков была разбросана по крыше здания, другие части были обнаружены рабочими на крышах соседних домов. Правая рука покойного была найдена на крыше Аптекарского зала, на расстоянии около сорока метров от места рокового события, в результате падения образовав глубокую вмятину на свинцовой канализационной трубе. Один из его пальцев был найден прохожим на Юнион-стрит, на расстоянии сотни метров. Преемником Хеннела на должности химика-оператора в Аптекарском Зале стал Роберт Уорингтон.

## Избранные публикации
- On the mutual action of sulphuric acid and alcohol, with observations on the composition and properties of the resulting compound (англ.) // Philosophical Transactions of the Royal Society of London : journal. — 1826. — Vol. 116. — P. 240—249. — doi:10.1098/rstl.1826.0021.
- On the Mutual Action of Sulphuric Acid and Alcohol, and on the Nature of the Process by Which Ether is Formed (англ.) // Philosophical Transactions of the Royal Society of London : journal. — 1828. — Vol. 118. — P. 365—371. — doi:10.1098/rstl.1828.0021.
- Ueber die Wirkung zwischen Schwefelsäure und Alkohol, und über die Natur des Prozesses der Aetherbildung (нем.) // Annalen der Фисик : magazin. — 1828. — doi:10.1002/andp.18280901013.